# Собор Святых Иоанна и Павла (Ферентино)
Собор Святых Иоанна и Павла в Ферентино (итал. Concattedrale dei santi Giovanni e Paolo) — римско-католический собор в городе Ферентино (Лацио), главный храм епархии Фрозиноне-Вероли-Ферентино (Dioecesis Frusinatensis-Verulana-Ferentina).

## История и описание
Собор Святых Иоанна и Павла стоит на месте древнего акрополя города Ферентино. Первая церковь на этом месте восходит к раннему Средневековью — она была построена во времена папы римского Пасхалия I (817—824) на развалинах древнеримского храма. Затем, в начале XII века, христианский храм был перестроен и отреставрирован епископом Агостино. 29 декабря 1108 года, по окончании ремонтных работ, в новое здание были торжественно перенесены мощи римского мученика Амвросия (Sant’Ambrogio), являющегося небесным покровителем Ферентино.
В католической литературе есть упоминание об освящении собора, проходившем 13 июня 1108 года в присутствии папы Пасхалия II, однако с XVIII века литургический праздник освящения был перенесен на 23 октября. Мозаичный пол храма в стиле «cosmati» восходит к началу XIII века — он был создан около 1203 года. Реставрационные работы в период барокко привели к удалению ряда романских элементов интерьера, в том числе иконостаса и амвона.
Простой фасад церковного здания имеет три двери. В люнете центральной двери находится фреска с изображением Богородицы с младенцем между Святыми Иоанном и Павлом. Во время реставраций, проходивших в начале XX века, под главным алтарем была построена часовня, в которой стали храниться мощи Амвросия. Часть декоративных элементов собора в Ферентино напоминает элементы из базилики Сант-Аполлинаре-ин-Классе в Равенне.